# Neopanorpa panda
Neopanorpa panda är en näbbsländeart som beskrevs av George W. Byers 1965. Neopanorpa panda ingår i släktet Neopanorpa och familjen skorpionsländor. Inga underarter finns listade i Catalogue of Life.